# Xenopathia
Xenopathia là một chi bướm đêm thuộc họ Blastobasidae.